# Chadija Dawletschina
Chadija Lutfullowna Dawletschina (geboren 5. März 1905 in Khasanowo, Gouvernement Samara, Russisches Kaiserreich; gestorben 5. Dezember 1954 in Birsk, Baschkirische ASSR, Sowjetunion) war eine baschkirische und sowjetische Schriftstellerin. Für ihren Roman Irgis (Иргиз) wurde sie posthum 1967 mit der ersten Verleihung des Salawat-Julajew-Preises ausgezeichnet.

## Leben
Dawletschina wurde 1905 im Dorf Khasanowo im Gouvernement Samara des Russischen Kaiserreichs geboren. Ihre Eltern waren arme Bauern. Chadija besuchte die dörfliche Koranschule und später eine sowjetische Schule. Als ihr Vater 1919 starb, musste sie zum Erwerb der Familie beitragen. Während des Bürgerkriegs wurde Chadija eins der ersten Mitglieder des baschkirischen Komsomol. Die Fünfzehnjährige begann 1920, als Lehrerin in einem Nachbardorf zu arbeiten. Noch im gleichen Jahr wurde ihr ein Studium an der Tatarisch-Baschkirischen Pädagogischen Hochschule in Samara ermöglicht. Dort erlernte sie die russische Sprache und las die Werke von Maxim Gorki.
Der Schriftsteller Gubay Dawletschin wurde ihr Ehemann und Förderer. Dawletschina veröffentlichte 1926 ihre erste Geschichte Pionier Khylukai. Erfolg hatte sie mit der Erzählung Aybika um die Ereignisse der Kollektivierung. Im Jahr 1932 konnte sich Dawletschina am Moskauer Institut für Redakteure weiterbilden. Im Jahr darauf zog sie mit ihrem Ehemann in den Baimakski Rajon.
Zwei Jahre später wurde Dawletschina Mitglied des Schriftstellerverbandes der Baschkirischen ASSR und begann ein Studium am Studium am Pädagogischen Institut der Baschkirisch Staatlichen Universität in Ufa. Ihren Verband vertrat sie als Delegierte auf dem ersten und dritten Kongress der Schriftsteller der UdSSR (1934, 1936). Dawletschina wurde 1937 mit ihrem Ehemann, der zuletzt Volkskommissar für Bildung der Baschkirischen ASSR war, verhaftet. Nach ihrer Entlassung lebte sie von 1942 bis zu ihrem Tod am 5. Dezember 1954 in Birsk als Verbannte.
In Birsk arbeitete Dawletschina mehr als zehn Jahre an ihrem epischen Roman Irgis, der erst 1957 veröffentlicht wurde. Der Roman beschreibt eine zwanzigjährige Periode (1902–1922) von Leben und Kampf des Baschkirischen Volkes vor dem Hintergrund der revolutionären Ereignisse zwischen 1905 und 1917 mit dem Ersten Weltkrieg und dem Bürgerkrieg in der Sowjetunion. Die kasachische Schriftstellerin Sabit Mukanov beschreibt Irgis als „einen monumentalen Roman über das Leben der Menschen“. Ihr Biograph J. Usikow bezeichnet Chadija Dawletschina als „Perle von Baschkortostan“ (Жемчужина Башкортостана).

## Ehrungen
Nach ihrem Tode wurde Chadija Dawletschina 1967 für ihren Roman mit der ersten Verleihung des Salawat-Julajew-Preises geehrt – drei Kollegen erhielten ebenfalls den Preis.
Nach Dawletschina wurden ein Boulevard in Ufa und eine Dorfstraße benannt. Die Stadt Sibai ehrte sie mit einem Denkmal.

## Werke
- Пионерка Хылукай (Һылыуҡай-пионерка, Pionier Khylukai) 1926.
- Айбика (Айбикә, Aybika) 1931.
- Волны колосьев (Башаҡтар тулҡыны, Wellen der Ohren) 1932;
- Сборник рассказов (Sammlung von Geschichten) 1935.
- Пламенные годы (Ялҡынлы йылдар, Feurige Jahre) 1933–1937.
- Иргиз (Ырғыҙ, Irgis) 1942–1952, posthum 1957.